# Djordje Dimitrijevic
Djordje Dimitrijevic (nacido el 6 de febrero de 1997 en Grdelica, Serbia) es un jugador de baloncesto serbio que mide 1,88 metros y actualmente juega de base en el KK Sloboda Užice de la Liga Serbia de Baloncesto. 

## Trayectoria
Formado académicamente en Estados Unidos. Ingresó en 2016 en el Western Nebraska Community College, donde permanece dos temporadas hasta ser recultado en 2018 por la Universidad Mercer con sede en Macon, Georgia. Allí se incorpora a la plantilla de los Mercer Bears, con los que disputa la Division I de la NCAA y se gradúa en la temporada 2019/20 con unos promedios de 16.7 puntos, 4.1 rebotes y 3.7 asistencias por partido, logrando además diversas distinciones individuales entre las que destacan su inclusión en el Quinteto Ideal de la conferencia según los medios periodísticos y en el Segundo Quinteto Ideal en la votación de los entrenadores.
El 12 de agosto de 2020 llega a España para jugar en las filas del Club Ourense Baloncesto de la Liga LEB Oro. En la temporada 2020/21 disputa 23 partidos y registra promedios de 8.2 puntos, 1.8 asistencias y 1.5 rebotes.
En enero de 2022, firma por el KK Sloboda Užice de la Liga Serbia de Baloncesto. 